# Dicranomyia (Dicranomyia) penrissenensis
Dicranomyia (Dicranomyia) penrissenensis is een tweevleugelige uit de familie steltmuggen (Limoniidae). De soort komt voor in het Oriëntaals gebied.